# Web TV
La Web TV és una tècnica de televisió per Internet que permet als internautes de visualitzar el contingut audiovisual a partir de la Web.
Cal diferenciar el concepte de Web TV del d'IPTV. La primera, la Web TV, consisteix a l'emissió de televisió sobre la mateixa web i es caracteritza per no disposar d'un estàndard definit. En canvi, l'IPTV s'associa a la difusió de televisió en la qual s'utilitza un estandàrd com ara DVB-IPI i que generalment es realitza a través d'una plataforma de pagament.